# Aesc Kentski
Aesc, Oisc, Oeric ili Esc je bio jednim od prvih kraljeva Kraljevine Kenta. Vladao je od 488. do 512. ili do 516. godine.
Malo se znade o Aescu. Ono malo što se zna o njemu je dvojbeno. Izvori se ne slažu je li mu Hengest, vođom prvih anglosaskih osvajanja i naseljavanja Kenta, bio otac ili djed Aesca Kentskog ili je to bio Octi Kentskom, jedan od kojih je naslijedio Hengesta na mjestu kralja.
Prema Historia ecclesiastica gentis Anglorum sv. Bede Časnog, Aescu je ime bilo Orric. Tvrdi da je bio Hengestov sin te da je Aesc u Britaniju došao s Hengestom, uz dopuštenje britskog kralja Vortigerna. Bio je otac Octhi koji ga je naslijedio na prijestolju. Potomci su se prema njemu nazvali Aescingovci (Oiscingas)".